# Гульмамадов, Анвар
Гульмамадов Анвар Давлятбекович (1971 — 23 июня 2017) — таджикистанский футболист, полузащитник.

## Биография
Анвар Гульмамадов родился в 1971 году.
Играл в футбол на позиции полузащитника. В 1993 и 1995 годах выступал в чемпионате Таджикистана за душанбинский «Памир». В 1993 году завоевал серебряную медаль, в 1995 году — золотую.
В 1997 году выступал за «Вахш» из Курган-Тюбе, в составе которого стал чемпионом и обладателем Кубка Таджикистана.
В 2000 году завоевал золото чемпионата Таджикистана в составе душанбинского «Варзоба».
В 2002 году защищал цвета Фарруха из Гиссара, выиграв бронзовую медаль чемпионата Таджикистана.
В 1993 году провёл 4 товарищеских матча за сборную Таджикистана. Дебютным стал поединок 2 июня в Ашхабаде против сборной Туркменистана (0:6), в котором он вышел в стартовом составе и был заменён.
Умер 23 июня 2017 года.

## Достижения

### Командные
«Памир»
- Чемпион Таджикистана (1): 1995.
- Серебряный призёр чемпионата Таджикистана (1): 1993.

«Вахш»
- Чемпион Таджикистана (1): 1997.
- Обладатель Кубка Таджикистана (1): 1997.

«Варзоб»
- Чемпион Таджикистана (1): 2000.

«Фаррух»
- Бронзовый призёр чемпионата Таджикистана (1): 2002.